# Sinagoga Scola Levantina
La sinagoga Scola Levantina, o Sinagoga Scuola Levantina, representa un antiguo lugar de culto judío del rito sefardí en Venecia que probablemente se remonta al siglo XVI.

## Historia

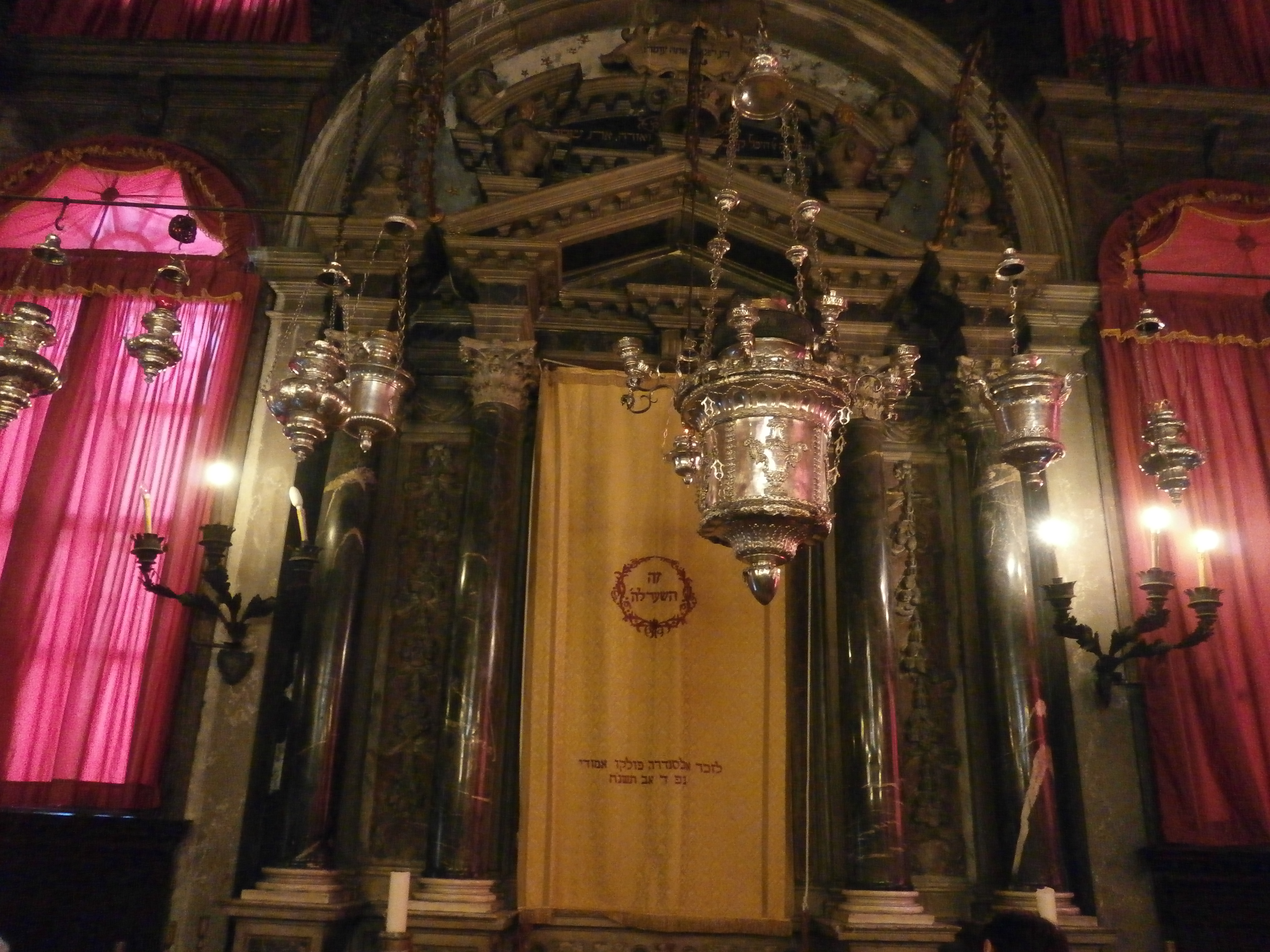
Interior de la Scola Levantina.

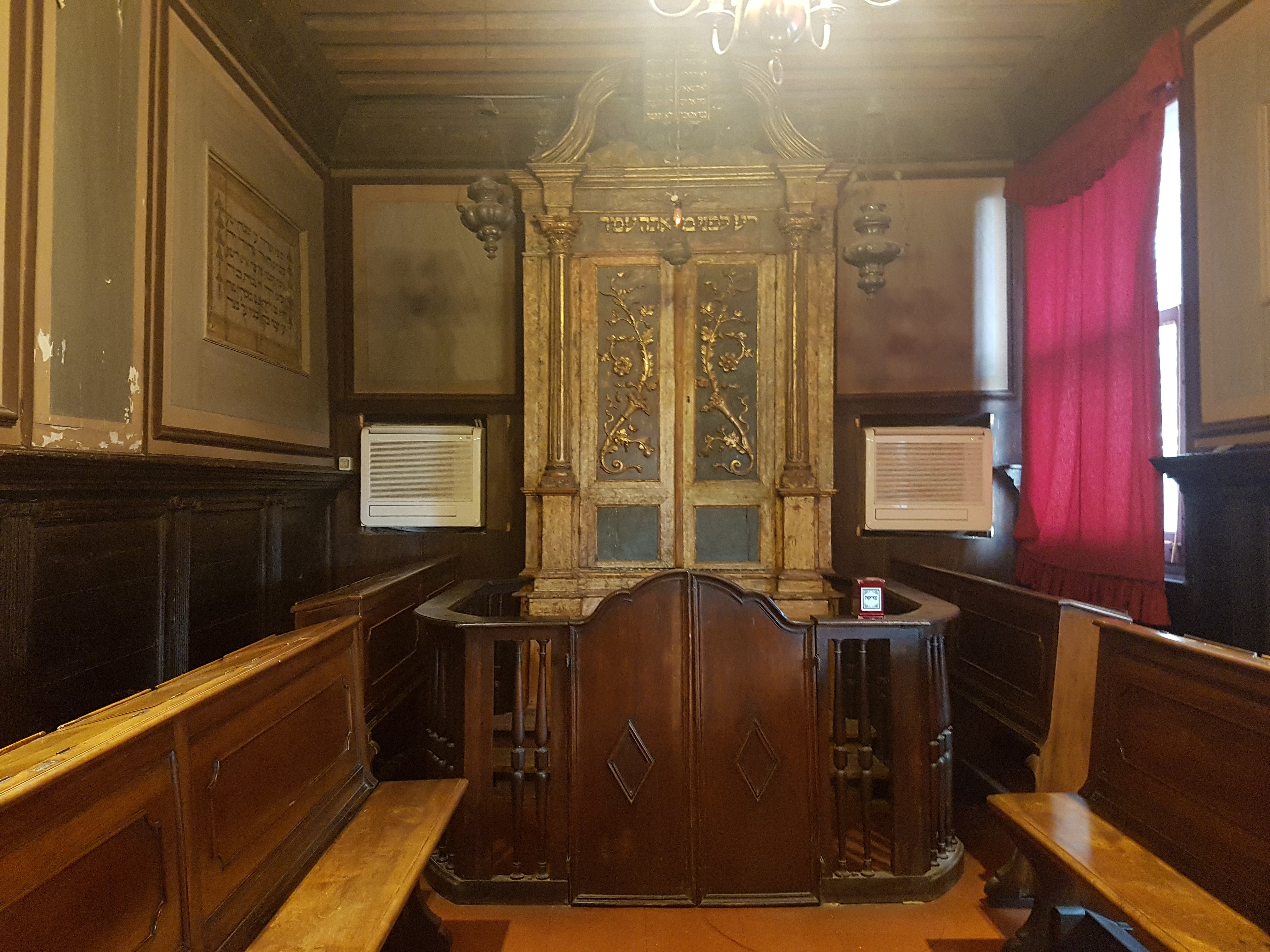
La Scoletta Luzzatto.

Es casi seguro que la sinagoga fue fundada entre 1538 y 1561 y aproximadamente un siglo después se sometió a una reconstrucción. Parece probable que en dicha reconstrucción participaron el taller del arquitecto veneciano Baldassare Longhena en las reparaciones de la estructura del edificio, y el escultor Andrea Brustolon intervino en la restauración de sus interiores, en particular del púlpito.

## Descripción
Esta y las otras sinagogas caracterizan las áreas del gueto veneciano en el distrito Cannaregio de Venecia. Su presencia es discreta porque apenas son reconocibles desde el exterior. Solo las ventanas, más grandes que las modestas aberturas de las casas, revelan su presencia sumamente mimetizada con los otros edificios en los que a menudo se confunde. Al ingresar, muestra el esplendor de lo que cuanto aún se conserva.
La Scola se encuentra en Campiello delle Scuole en el área de Ghetto Vecchio. La perspectiva exterior es claramente de inspiración longheniana y, aunque sencillas, son más elaboradas que las otras escuelas, con la prominencia de los entablamentos y volutas en clave de bóveda, los paneles espejados en las paredes, el zócalo de sillería, las pequeñas ventanas ovadas de la buhardilla, y la decoración tallada en las puertas.
El interior es rico y refinado. En la planta baja se encuentra la pequeña escuela Luzzatto que normalmente utilizado como sala de estudio. Arriba, la bimah, adornada con columnas salomónicas con adornos florales, se coloca sobre una base de un alto pedestal, y es obra del escultor barroco Andrea Brustolon. Se accede a tres ventanas desde el piso del púlpito. Frente a la bimah está el Arón ha-kódesh que conserva los grabados en retentiva de Los diez mandamientos. La fecha hebrea que se lee allí es 5542, y corresponde a nuestro año 1782. Aquí también la galería de mujeres se coloca tradicionalmente en la parte superior, y en la antigüedad también estaba rodeada por rejas.

## Otros proyectos
- Wikimedia Commons contiene imágenes u otros archivos de la Scola Levantina